# Nocturn en do sostingut menor (Chopin)
El Nocturn en do sostingut menor, també anomenat Nocturne oubliée, és una obra atribuïda a Frédéric Chopin però que es considera espúria. Com apunta Cummings, és una peça que no té número d'opus i no es va publicar fins a 1870, més de 20 anys després de la mort del compositor. Si l'hagués compost Chopin, seria una de les últimes composicions abans de marxar de Polònia, cap al 1830. En el catàleg KK apareix amb el codi Anh.Ia/6.